# Пію бояцький
Пію бояцький (Synallaxis subpudica) — вид горобцеподібних птахів родини горнерових (Furnariidae). Ендемік Колумбії.

## Опис
Довжина птаха становить 17-18 см, з яких близько 11 см припадає на довгий, сірувато-коричневий хвіст. Верхня частина тіла коричнева з сірувато-оливковим відтінком, тім'я і крила руді. Лоб і щоки сірі. Нижня частина тіла білувата, на горлі чорна пляма.

## Поширення і екологія
Бояцькі пію мешкають в Східному хребті колумбійських Анд в департаментах Кундінамарка і Бояка. Вони живуть на узліссях вологих гірських тропічних лісів, на галявинах та в чагарникових заростях. Зустрічаються на висоті від 2100 до 3200 м над рівнем моря.